# Polyspondylogobius sinensis
Polyspondylogobius sinensis es una especie de peces de la familia de los Gobiidae en el orden de los Perciformes.

## Morfología
Los machos pueden llegar a alcanzar los 4,9 cm de longitud total.

## Hábitat
Es un pez de clima tropical y demersal.

## Distribución geográfica
Se encuentra al sur de la China (Guangdong y Guangxi ).

## Observaciones
Es inofensivo para los humanos.